# Янгра
Янгра, або Ганеш І — семитисячник в масиві Гімалаїв. Це 62-га серед найвищих вершин світу. Лежить на південний схід від Манаслу.
Перше сходження на вершину здійснили 24 жовтня 1955 р. Раймонд Ламберт (Raymond Lambert), Клауді Коган (Claude Kogan) та Ерік Гаучат (Eric Gauchat).